# Orchis bergonii
Orchis bergonii là một loài thực vật có hoa trong họ Lan. Loài này được Nanteuil mô tả khoa học đầu tiên năm 1887.